# Rio Morto
Le rio Morto est une rivière brésilienne du sud de l'État de Santa Catarina.
Elle naît sur le territoire de la municipalité de Jacinto Machado, dans la Serra Geral. Elle s'écoule vers le sud, traverse les municipalités de Nova Veneza et de Meleiro, avant de se jeter dans le rio Manuel Alves.